# Ertzaintza

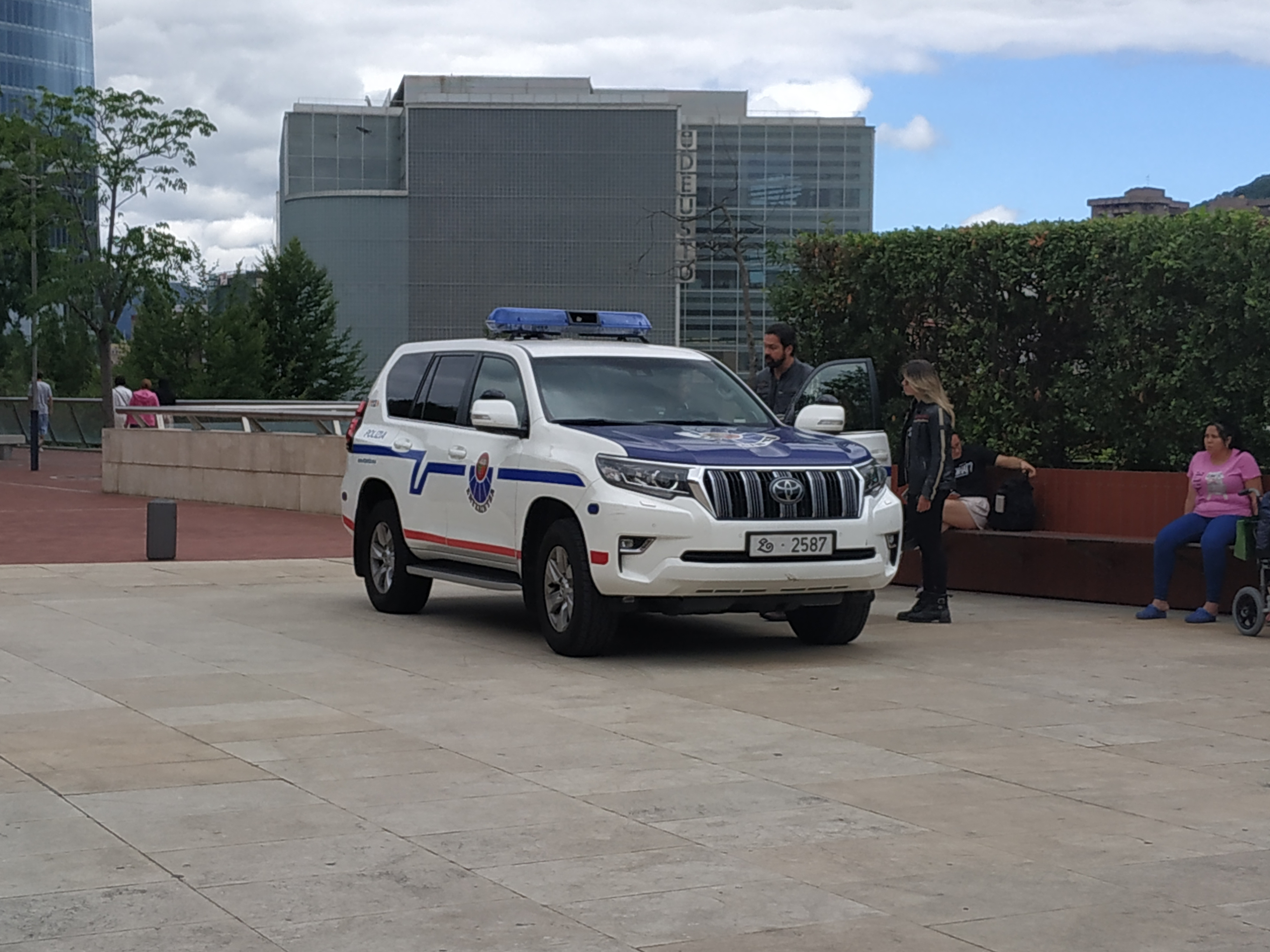
Une voiture de l'Ertzaintza

L'Ertzaintza est la police autonome de la Communauté autonome basque espagnole, qui assume l'intégralité des compétences en ce qui concerne l'ordre public, la sécurité des citoyens et la circulation routière sur le territoire de la communauté autonome, remplaçant largement la Police nationale espagnole et la Garde civile, laissant ces deux corps à des tâches spécifiques au Pays-Basque.
Elle coopère ainsi étroitement avec la Police nationale et la Garde civile, d'où le surnom de Zipaio(ak),. Elle a été créée en 1982, en application du statut d'autonomie du Pays basque adopté en 1979. Un membre de l'Ertzaintza est appelé ertzaina. Elle dispose actuellement[Quand ?] de 8 000 agents.